# Staticobium limonii
Staticobium limonii är en insektsart. Staticobium limonii ingår i släktet Staticobium och familjen långrörsbladlöss.

## Underarter
Arten delas in i följande underarter:
- S. l. limonii
- S. l. caucasicum